# الیکایی کورایا
الیکایی کورایا (نام علمی: Pheugopedius coraya) نام یک گونه از سرده الیکایی‌های زه‌پر است.